# Becky Dorsey
Becky Dorsey, ameriška alpska smučarka, * 1. avgust 1956, Wenham, Massachusetts, ZDA.
Nastopila je na Svetovnem prvenstvu 1978, kjer je osvojila trinajsto mesto v veleslalomu. V svetovnem pokalu je tekmovala pet sezon med letoma 1975 in 1979 ter dosegla eno uvrstitev na stopničke v veleslalomu. V skupnem seštevku svetovnega pokala je bila najvišje na trinajstem mestu leta 1978, dvakrat je bila osma v veleslalomskem seštevku, enkrat tudi deseta v slalomskem seštevku.